# 今泉正隆
今泉正隆（日语：／ Imaizumi Masataka */?，1926年3月3日—2022年5月17日），男，佐贺县人，日本警察官员。曾任第72代警视总监。

## 生平
1926年生于佐贺县。1948年毕业于东京大学法学部，进入内务省总理厅内事局工作。历任国家地方警察高知县本部警备部长、警务部长、保安厅人事局人事课勤务、福冈县警察本部警备部外事课长、警视厅警备部警备课长、警务部人事课长、高知县警察本部长、防卫省防卫局第一课长、警察厅警备局公安第一课长、警务局人事课长、警视厅刑事部长、防卫厅人事教育局长、警视厅警务部长、副总监等职。1978年6月任警察厅警务局长。1980年2月至1982年5月任警视总监。退休后，曾在1995年至2001年担任全日本交通安全协会理事长，2004年至2011年担任警察协会会长。2022年5月17日逝世。

## 荣誉
日本勋章奖章
- 勋二等旭日重光章

外国勋章奖章
- 意大利共和国功绩大军官勋章（義大利語：Ordine al merito della Repubblica Italiana）（意大利，1982年3月9日公布[6]）：意大利总统佩尔蒂尼于1982年3月9日至15日对日本进行国事访问[7]。